# The Hell Song
 (août 2025).
Motif : Notoriété encyclopédique de ce titre ?
- Archive Wikiwix
- Bing
- Cairn
- DuckDuckGo
- E. Universalis
- Gallica
- Google
- G. Books
- G. News
- G. Scholar
- Persée
- Qwant
- (zh) Baidu
- (ru) Yandex
- (wd) trouver des œuvres sur Wikidata

| 1. | Préciser le motif de la pose du bandeau. | Précisez le motif de la pose du bandeau en utilisant la syntaxe suivante : {{admissibilité à vérifier\|date=août 2025\|motif=remplacez ce texte par le motif}}                     |
| 2. | Informer les utilisateurs concernés.     | Pensez à avertir le créateur de l'article, par exemple, en insérant le code ci-dessous sur sa page de discussion : {{subst:avertissement admissibilité à vérifier\|The Hell Song}} |

Singles de Sum 41
Still Waiting
(2002) Over My Head (Better Off Dead)
(2003)
Pistes de Does This Look Infected ?
Over My Head (Better Off Dead)
 The Hell Song  est le second single extrait de l'album Does This Look Infected ? du groupe canadien Sum 41. Il est sorti en 2003. La chanson parle d'un ami du groupe qui a contracté le VIH. Dans la chanson, le chanteurDeryck Whibley s'exprime de manière agressive.

## Clip vidéo
La vidéo a été réalisée par Marc Klasfeld. Le clip est un concert de poupées, avec les visages des membres du groupe collés sur ces poupées. Ils sont rejoints par d'autres poupées comme celles de Snoop Dogg, Ozzy Osbourne et sa famille, Eddie the Head, Marilyn Manson, Korn, Metallica, Gene Simmons, Spice Girls, Angus Young, Jésus, Alice Cooper et Ludacris. En outre, les gestes obscènes et la nudité sont censurés.